# Josef Angermüller
Josef Angermüller (* 6. November 1949 in Osseltshausen bei Wolnzach, Oberbayern; † 24. April 1977 in Civitanova Marche, Italien) war ein deutscher Motorrad-Bahnrennfahrer.

## Karriere
Angermüller startete seine Rennfahrer-Karriere 1969 und starb 1977 nach einem Sturz bei einem WM-Qualifikationslauf auf seiner Lieblingsbahn im italienischen Civitanova Marche. Auch wenn er nie einen nationalen oder internationalen Titel erringen konnte, war Angermüller der erste „Star“ des Bahnsports, noch vor Egon Müller. 1971 unterschrieb er, als erster deutscher Speedwayfahrer überhaupt, einen Profivertrag in der britischen Liga bei Reading und fuhr auch 1974 auf der Insel für Hull in dieser Liga.
In der deutschen Bundesliga startete er für Ruhpolding und war auch Mitglied des deutschen Speedway-Nationalteams. Für das Finale zur Langbahn-Weltmeisterschaft qualifizierte er sich 1972, 1973, 1974 und 1976. 1971 wurde er Deutscher Vizemeister auf der Langbahn.

## Erfolge

### Einzel
- Langbahn-WM-Finalist: 1972, 1973, 1974, 1976
- Deutscher Langbahn-Vizemeister: 1971

### Team
- Speedway-Bundesliga: Ruhpolding
- Einsatzfahrer im deutschen Speedway-Nationalteam
- Britische Profiliga:
  - Reading: 1971
  - Hull: 1974

## Persönliches
Angermüller war nicht nur der erste deutsche Profi in der britischen Speedway-Weltliga, sondern galt auch als der erste „Star“ dieses Sports, noch vor Egon Müller, der auch Schlagzeilen außerhalb von Motorsportzeitschriften schrieb. Freunde nannten ihn „Sepp“ Angermüller, Fans nannten ihn den „Beatle“ oder auch den „Speedway-Beatle“.